# Исмаил Хакъ ефенди Манастърлъ
Исмаил Хакъ ефенди (бей) Манастърлъ (на турски: İsmail Hakkı Efendi, Manastırlı) е османски военен и администратор и министър.

## Биография
Роден е в Битоля (на турски Манастир) в 1846 година, затова носи прякора Манастърлъ (битолчанин). В 1908 година е избран за депутат в Османския парламент от Гюмюрджина.
Умира в 1912 година.